# NGC 1435

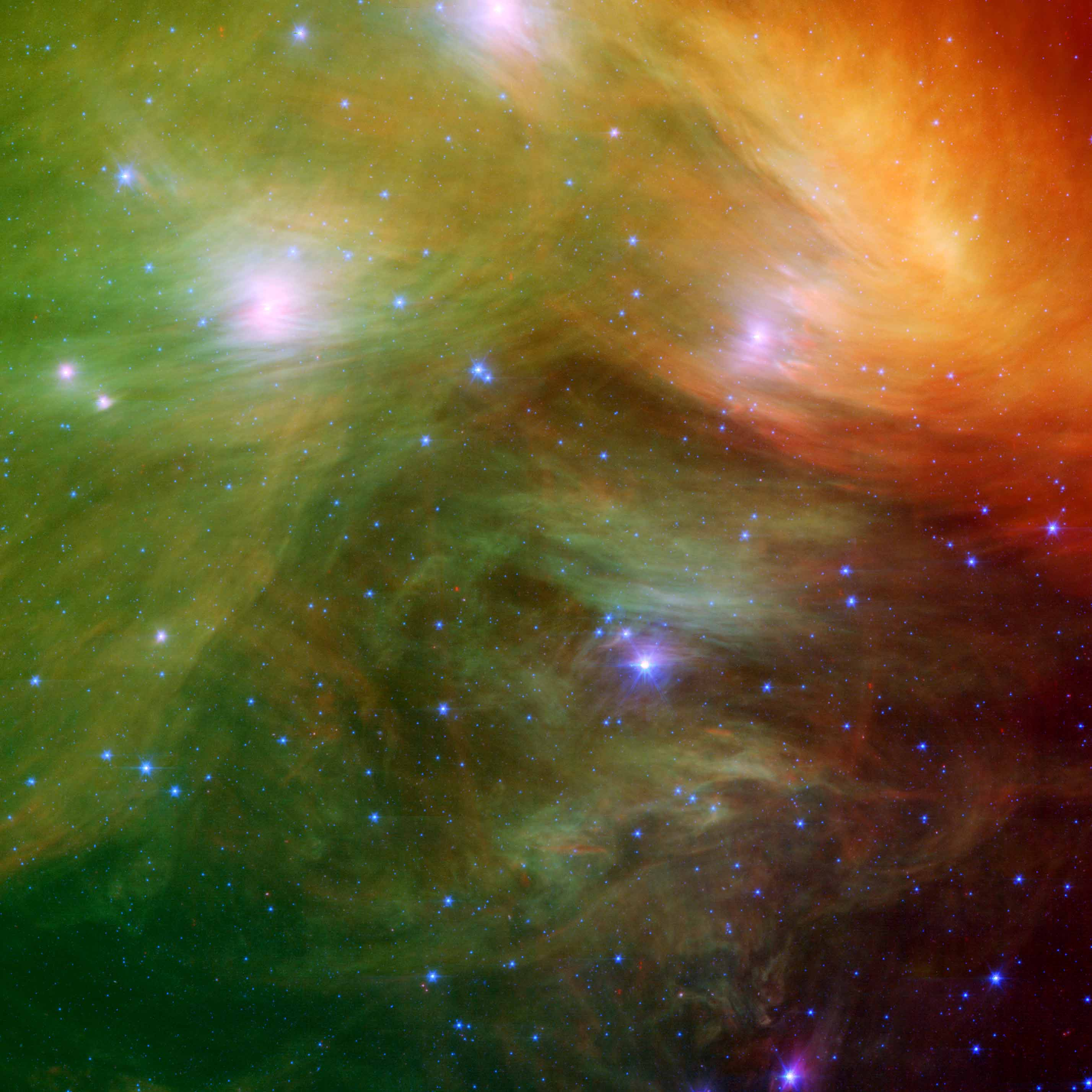
Het Zevengesterne in het infrarood (Spitzer Space Telescope) met NGC 1435 rechtsboven.

NGC 1435 (ook bekend als de Merope-nevel) is een reflectienevel in het Zevengesternte in het sterrenbeeld Stier. Het hemelobject werd op 19 oktober 1859 ontdekt door de Duitse astronoom Ernst Wilhelm Leberecht Tempel. De nevel is gelokaliseerd rondom de ster Merope. De nevel is te zien als een vaag vlekje door een redelijke amateurtelescoop (minimaal 10 cm).
NGC 1435 is een nevel die koolstofrijk is. Een klein gedeelte van NGC 1435 wordt gezien als een apart neveltje. Het wordt aangeduid als IC 349.

## Synoniemen
- CED 19I